# 즈더우 D2
즈더우 D2는 스마트솔루션즈의 준경형 승용차이다.